# Яки (язык)
Яки (Hiaki, Yaqui, Yoeme, Yoem Noki) — местный американский язык, относящийся к юто-ацтекской семье языков. На нём говорит около 15 000 человек народа яки в штате Сонора в Мексике и в городах Тусон и Финикс штата Аризона в США.

## Фонология
В примечаниях ниже используется орфография, которую использовало племя паскуа-яки в США. Есть также несколько орфографических систем, использовавшихся в Мексике со слегка различимым правописанием при помощи испанского языка с изменением некоторых согласных и правил правописания в испанском языке (например, слово «rohikte» может писаться как «rojicte»). Есть небольшие различия между мексиканскими и американскими диалектами во включении и исключении звуков, прежде всего в диалектах США исключается интервокальная «r» и конечная «k».
Важно иметь в виду, что письмо яки писалось в течение 500 лет, яки является языком устной культуры.

### Гласные
Гласные яки очень похожи и существуют в стандартном испанском языке:
- «A» произносится как /a/.
- «E» произносится как /e/.
- «I» произносится как /i/.
- «O» произносится как /o/.
- «U» произносится как /u/.

Гласные могут быть краткими и долгими. Часто долгие гласные сокращаются в долготе, когда она используется в слове и используется конструктивно, например, слово «maaso» сократится до «maso» в сочетании «maso bwikam». Долгие гласные на письме отображаются удвоением гласной. У долгих гласных может меняться тон, и это не представлено в письме. Некоторые авторы называют яки тональным, но в современных формах не показывается широкое распространение и значительное использование тонемы.

### Согласные
В яки существуют следующие согласные: b, ch, (d), (f), (g), h, k, l, m, n, p, r, s, t, v, w, y и одна или две гортанные смычки (/ʔ/), представленные на письме апострофом. Кроме гортанной смычки большинство из них произносятся так же, как и в английском языке, хотя буквы «p», «t» и «k» не придыхательны. В МФА они соответственно /b t͡ʃ (d) (f) (ɡ) h k l m n p r s t β w j/. Многие носители яки не видят никакой разницы между b и v в произношении /β/ и это, кажется, присуще языку, а не влияние испанского языка. Кроме того, есть 2 согласных, пишущихся как кластеры: «bw» (МФА /bʷ/) и «kt» (МФА /k͡t/), «bw» округляет «b» («bwikam») и «kt» является одновременной артикуляцией «k» и «t» («rohikte»). Звук «kt» есть во многих юто-астекских языках. Произношение огубленного «b» как «b»+«w» и «kt» как «k»+«t» приемлемо, но не естественно.
Заметим, что «d», «f», «g» присутствуют только в словах, заимствованных из английского и испанского языков. Соответственно, часто они заменяются на родные звуки «t»/«r»/«l», «p» и «w»/«k».
В Мексике многие носители часто заменяют «g» на «w» вначале слога. Это в значительной степени потому, что фонемы /w/ нет в северном мексиканском испанском языке в качестве независимой согласной фонемы, а скорее либо как вариант /u/, либо в качестве дополнения к /g/ или /k/. Использование «g» вместо «w» носителями яки считается как мексиканизм, а не как стандартное применение яки в Мексике.

#### Гортанные смычки
По крайней мере существует одна гортанная смычка, которая является фонематической. Там также как бы «слабый» гортанный взрыв иногда используется между гласными, но с очевидно малой предсказуемостью. Является ли это фонематическим, до сих пор неясно.

### Фоносемантика
В яки существует фоносемантика. Например, слово с буквой «l» в ней могут быть выражены либо нормально, чтобы обозначить одобрение от носителя, либо «r» вместо «l», чтобы обозначить неодобрение или немилость со стороны носителя. Любой вариант формы является правильным.

### Озвончение
В яки озвончение встречается в конце фраз. Это особенно заметно со звуком «m» и с гласными. Речь яки часто имеет «хриплый» звук к английскому языку.

### Жесты
Одно слово, laute, имеет два противоположных значения: «быстро» и «медленно». (Похожие проблемы встречаются с английским словом «mercurial», что может означать или «решительный», или «больной на голову»). Слово часто сопровождается быстрым или медленным щедрым движением для указания значения. (Поочерёдно, laute можно было бы перевести как «с разным рейтингом скорости», в котором требуется ручной жест для указания характерной разницы, когда это необходимо для разъяснения).